# Самбірське гето
Самбірське гето — єврейське гето, місце примусового переселення євреїв міста Самбір, окружного центру Дистрикту Галичина і прилеглих населених пунктів в процесі переслідування і знищення євреїв під час окупації території України військами нацистської Німеччини в період Другої світової війни.

## Історія
29 червня 1941, через сім днів після оголошення Німеччиною війни СРСР, в Самбір вступають регулярні частини вермахту. Вже 1 липня 1941 місцеві націоналісти під контролем німців організували єврейський погром, в результаті якого було вбито від 50 до 120 євреїв. Через кілька днів окупаційною владою був створений юденрат під головуванням Леона Снайгера. Надалі люди брались заручниками, знищувались, або відправлялись у табори смерті, наприклад Белжець. Загальна кількість жертв перевищувала 10000 людей, серед яких близько 1200 дітей. Після ліквідації гето в місті проводилися розстріли євреїв, що переховувались, та яких знаходило гестапо. Після звільнення Самбора частинами РСЧА в серпні 1944, в місто повернулося лише 150 євреїв.

## Пам'ять
У 2001 році на кошти Д. Гарднера (Канада) встановлено пам'ятний знак на місці розстрілу євреїв на старому єврейському кладовищі.